# 400 Aars Festen i Nykøbing F.
400 Aars Festen i Nykøbing F. er en dansk dokumentarfilm fra 1939 med optagelser fra Nykøbing Falster.

## Handling
Fejringen af Nykøbing Falsters 400-års byjubilæum fandt sted fra den 3. til den 6. august 1939. Filmen starter med afsløringen af Bjørnebrønden på Bjørnebrøndenden 30. juli 1939. Jubilæumsdagene var fyldt med forskellige begivenheder, herunder åbningsceremonien med kong Kong Christian X og dronning Alexandrine, hvor borgmester H.P. Jensen, finansminister Vilhelm Buhl og kongen selv holdt taler. Der var også en historisk kavalkade gennem byen med figurer som Christian 3., Peter den Store og dronning Sofie, samt udspring og svømmekonkurrence i havnebassinet og en fodboldkamp mellem B93 og B1901. Filmen viser både sort-hvid- og farveoptagelser.

## Medvirkende
- Kong Christian X
- Dronning Alexandrine